# Elisabeth Högberg
Elisabeth Högberg (* 7. November 1986 in Gävle) ist eine ehemalige schwedische Biathletin.

## Karriere

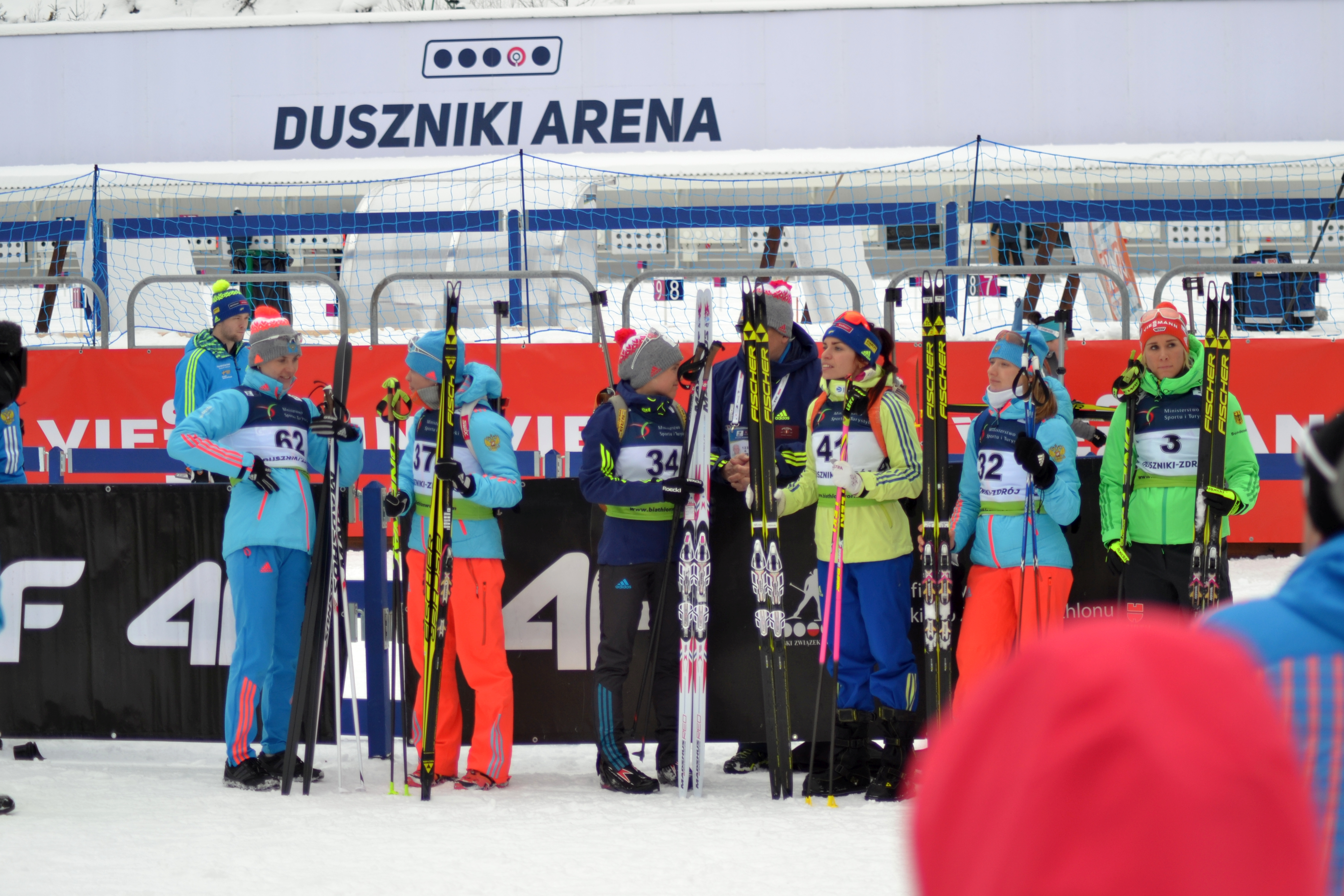
Als Viertplatzierte bei der Blumenzeremonie nach dem Einzel-Rennen der Europameisterschaften 2017

Elisabeth Högberg ist in Jädraås bei Ockelbo aufgewachsen und wohnt heute in Östersund. Sie startet für den Verein I 21 IF Sollefteå. Seit 2001 betreibt sie Biathlon. 2005 in Kontiolahti und 2007 in Martell startete sie bei Junioren-Weltmeisterschaften. Ihr bestes Ergebnis war hier 2007 ein 21. Platz in der Verfolgung. Besser lief es mit der Staffel, mit der sie in Kontiolahti Fünfte und in Martell Sechste wurde. Seit der Saison 2007/08 startet Högberg im Biathlon-Weltcup. Zum Saisonauftakt in Kontiolahti belegte sie in drei Rennen Plätze zwischen 42 und 45. Bei ihrem ersten Einsatz in der Staffel konnte Högberg in Hochfilzen mit ihren Landsfrauen Anna Carin Olofsson, Anna Maria Nilsson und Helena Jonsson auch dank ihrer guten Leitung als Startläuferin ohne Schießfehler den dritten Platz erreichen. In Östersund trat sie bei den Biathlon-Weltmeisterschaften 2008 an und erreichte als 36. des Einzels ihr bis dahin bestes internationales Ergebnis. Mit der Staffel kam sie auf den achten Platz. Ein Jahr später bei der WM in Pyeongchang erreichte Högberg Platz 91 im Sprint. Weltcuppunkte erreichte die Schwedin erstmals in der Saison 2009/10. In Hochfilzen wurde sie 37. im Verfolgungsrennen, in Pokljuka konnte sie ihr bestes Resultat bis auf Platz 32 verbessern. Elisabeth Högberg nahm an den Olympischen Winterspielen 2010 teil. Ihr bestes Resultat war der 77. Platz im Einzel. Mit der Staffel belegte sie Rang 5.
In den folgenden Jahren wechselte Stagnation und Weiterentwicklung. Ihr bisher bestes Ergebnis und erste Top-Ten-Platzierung erreichte Högberg 2014 mit Rang neun im Einzel von Östersund.
In der Saison 2021/2022 beendete Högberg ihre Karriere.

## Auszeichnungen
Im Mai 2020 wurde Elisabeth Högberg vom schwedischen Biathlonverband mit „Årets Prestation“ ausgezeichnet, die jedes Jahr einmal verliehen wird. Der Verband würdigte damit Högbergs beste Saison ihrer Karriere sowie die Tatsache, dass sie so viel Motivation und Disziplin aufbringt, sich jedes Jahr aufs Neue alleine auf den Wettkampfwinter vorzubereiten. Auch sei sie mit ihrem Verhalten sowohl auf der Anreise zu den Veranstaltungsorten als auch bei den Wettkämpfen ein großes Vorbild für ihre jüngeren Teamkameraden.

## Statistiken

### Weltcupplatzierungen
Die Tabelle zeigt alle Platzierungen (je nach Austragungsjahr einschließlich Olympische Spiele und Weltmeisterschaften).
- 1.–3. Platz: Anzahl der Podiumsplatzierungen
- Top 10: Anzahl der Platzierungen unter den ersten zehn (einschließlich Podium)
- Punkteränge: Anzahl der Platzierungen innerhalb der Punkteränge (einschließlich Podium und Top 10)
- Starts: Anzahl gelaufener Rennen in der jeweiligen Disziplin
- Staffel: inklusive Mixed- und Single-Mixed-Staffeln

| Platzierung              | Einzel | Sprint | Verfolgung | Massenstart | Staffel | Gesamt |
| ------------------------ | ------ | ------ | ---------- | ----------- | ------- | ------ |
| 1. Platz                 |        |        |            |             | 1       | 1      |
| 2. Platz                 |        |        |            |             |         |        |
| 3. Platz                 |        |        |            |             | 2       | 2      |
| Top 10                   | 1      | 2      |            |             | 19      | 22     |
| Punkteränge              | 5      | 18     | 18         | 1           | 38      | 80     |
| Starts                   | 25     | 78     | 32         | 1           | 38      | 174    |
| Stand: 31. Dezember 2021 |        |        |            |             |         |        |

### Weltcupsiege
| Nr. | Datum         | Ort        | Disziplin |
| --- | ------------- | ---------- | --------- |
| 1.  | 15. Jan. 2010 | Ruhpolding | Staffel 1 |

### Weltmeisterschaften
Ergebnisse bei Biathlon-Weltmeisterschaften:
| Weltmeisterschaft | Weltmeisterschaft | Einzel | Sprint | Verfolgung | Massenstart | Staffel | Mixedstaffel | Single-Mixedstaffel |
| Jahr              | Ort               | Einzel | Sprint | Verfolgung | Massenstart | Staffel | Mixedstaffel | Single-Mixedstaffel |
| ----------------- | ----------------- | ------ | ------ | ---------- | ----------- | ------- | ------------ | ------------------- |
| 2008              | Östersund         | 36.    | –      | –          | –           | 8.      | –            |                     |
| 2009              | Pyeongchang       | –      | 91.    | –          | –           | –       | –            |                     |
| 2012              | Ruhpolding        | 73.    | –      | –          | –           | –       | –            |                     |
| 2013              | Nové Město        | 21.    | 44.    | 56.        | –           | 15.     | 13.          |                     |
| 2015              | Kontiolahti       | 81.    | 50.    | 44.        | –           | 8.      | 16.          |                     |

### Olympische Winterspiele
Ergebnisse bei Olympischen Winterspielen:
| Olympische Winterspiele | Olympische Winterspiele | Einzel | Sprint | Verfolgung | Massenstart | Staffel | Mixedstaffel |
| Jahr                    | Ort                     | Einzel | Sprint | Verfolgung | Massenstart | Staffel | Mixedstaffel |
| ----------------------- | ----------------------- | ------ | ------ | ---------- | ----------- | ------- | ------------ |
| 2010                    | Vancouver               | 76.    | –      | –          | –           | 5.      |              |
| 2018                    | Pyeongchang             | –      | 35.    | 29.        | –           | –       | –            |